# Waltz with Bashir
Waltz with Bashir (originaltitel: hebreiska: ואלס עם באשיר; Vals Im Bashir) är en israelisk animerad film från 2008 i regi av Ari Folman. Filmen handlar om en soldat som försöker hantera sina minnen av Libanonkriget 1982, inklusive massakern i Sabra och Shatila.

## Om filmen
Waltz with Bashir nominerades vid Oscarsgalan 2009 i kategorin Bästa utländska film, men vann gjorde istället den japanska filmen Avsked.